# Koko (khỉ đột)
Hanabiko "Koko" (4 tháng 7 năm 1971 - 19 tháng 6 năm 2018) là một con khỉ đột cái, theo Francine "Penny" Patterson, huấn luyện viên dài hạn của con khỉ này, Koko có thể hiểu hơn 1.000 dấu hiệu dựa vào Ngôn ngữ ký hiệu Mỹ, và hiểu khoảng 2.000 từ trong văn nói tiếng Anh. Như với các thí nghiệm ngôn ngữ khỉ khác, mức độ mà Koko nắm vững (và chứng minh) những dấu hiệu vẫn còn gây tranh cãi.
Koko được sinh ra tại vườn thú San Francisco và đã sống phần lớn cuộc đời ở Woodside, California, mặc dù việc di chuyển đến một khu bảo tồn trên Maui, Hawaii, đã được lên kế hoạch từ những năm 1990.